# 여성학

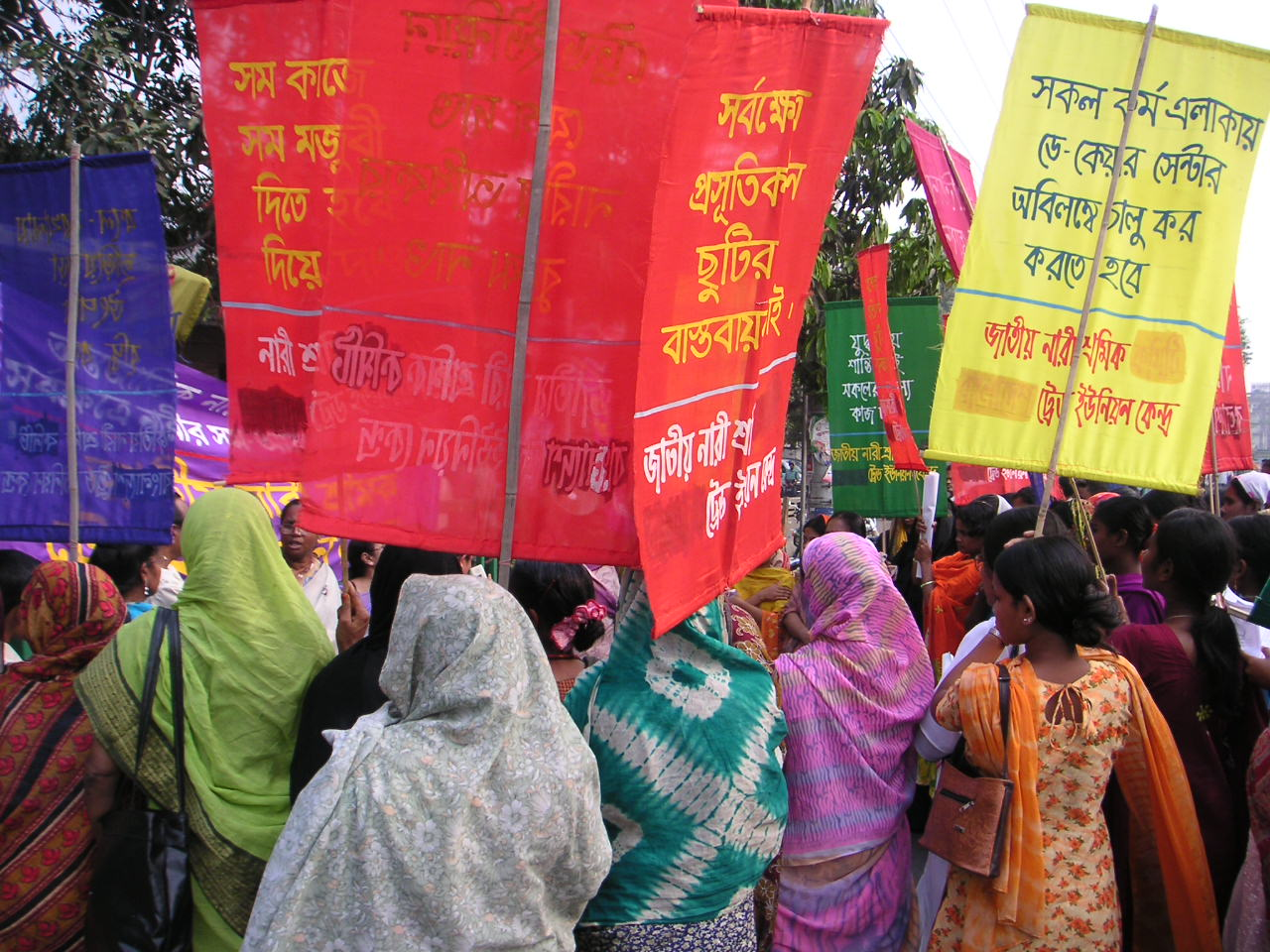
방글라데시 다카의 세계 여성의 날 행진. 2005년 3월 8일.

여성학(女性學)은 학제성(interdisciplinarity)이 있는 간학문적·다학문적 연구분야로서, 사회·문화적 구성물인 젠더와, 여성들의 기여, 권력과 젠더간의 연관성을 다룬다. 여성주의 이론·여성사·여성주의 정신 분석·여성 보건의 주제부터, 여성주의나 젠더학에 영향을 받은 인문학과 사회 과학의 실천 연구 등이 여성학에 포함된다.
잘 알려진 여성학 분야의 연구 방법론으로는 입장 이론(standpoint theory), 교차성(intersectionality), 다문화주의(multiculturalism), 초국가적 페미니즘(transnational feminism), 자기민속지학(autoethnography)이 있다. 또한, 여성학은 비평 이론(critical theory)과 후기-구조주의(post-structuralism), 퀴어 이론(queer theory) 분야와 연관돼서 독해되기도 한다.
여성학은 젠더, 인종, 계급, 섹슈얼리티와 사회적 불평등의 규범들을 조사하고 비평한다. 상대적으로 보다 넓은 분야인 젠더학(gender studies)과 유사점을 공유하기도 하는데, 여성학이 젠더학보다 먼저 정립되었다. 미국에서 첫 여성학 박사학위는 1990년에 취득되었으며, 젠더학의 첫 박사학위는 2005년에 취득되었다.

## 역사
20세기 말에 이르러, 전 세계적으로 많은 대학들이 여성학과를 개설해 놓게 되었다. 한 조사에 따르면 미국 내에 395여 개의 프로그램(program)이 있다고 한다. 아시아 지역에서 여성학은 1970년대 중반 이후 제도적인 학문으로 자리잡아갔다.

### 미국
최초로 승인된 여성학 관련 수업들은 1969년의 코넬 대학교(Cornell University)에서 만들어졌다. 강도높은 여성 의식 고양(consciousness raising)을 위한 모임, 집회들, 탄원서 유포가 이뤄졌기 때문에 이것이 가능했다. 또한,  훗날 7개의 위원회와 입법기관들이 만들어지기까지 비공식적이거나 실험적인 수업들이 개설되고 있었다.
이듬해인 1970년에는 프로그램화된 여성학 과정이 샌디에이고 주 대학에서 세워졌다. 당시 미국에서 일어나고 있던 여성해방 운동 (National Women's Liberation Movement)과 더불어, 대학생들과 학내 커뮤니티 멤버들은 여성학 개설을 위한 AD HOC 위원회를 세웠다. 1974년까지 샌디에이고 주 대학(SDSU) 교수진들은 흩어져있던 여성학 관련 학과의 통합을 위해서 전국적인 캠페인을 벌였다. 그 때 당시의 이런 움직임과 현장들은 매우 강한 정치색을 띄고 있었다. 그럼에도, 그 움직임들이 가졌던 민감한 정치적 특성과 페미니즘 운동 자체에 대한 가혹한 반발(backlash) 때문에, 이런 여성학 창설 당시의 일들은 여전히 많은 부분 공개돼있지 않다.
최초로 학제적 분야로서 여성학을 다뤘던 대학 저널은  페미니스트 스터디스(Feminist Studies)로 1972년에 발간되었고,  전미 여성학 협회(The National Women's Studies Association)는 1977년에 설립되었다.
최초의 여성학 박사 과정은 에모리 대학교 (Emory University)에서 10년에 설립되었다.

### 한국

#### 최초의 여성학
이화여자대학교에서 1950-60년대에 '여성과 직업', '여성운동사', '여성 사회학'을 개설하기 시작했으며, 1977년 9월에 국내 최초로 '여성학' 과목을 학부과정에 개설했다. 당시, '여성학 연구위원회'와 '한국여성연구소(현 한국여성연구원)'가 '여성학'의 교과과정 개설 및 운영을 담당했다.
1982년에 아시아 최초로 이화여자대학교 대학원에 여성학 석사 과정이 개설되었다.
1984년에는 한국여성학회가 발족했고, 2005년에는 아시아 최초로 세계여성학대회가 한국에서 개최되었다.

#### 여성학과 학내 여성주의
국내 23개 대학의 여성학 관련 강의 개설 현황 (2016년 기준)
| 학교구분 | 학교명             | 여성학과 개설여부        | 여성학 수업 필수과목 여부 | 여성학 수업 개설 현황                             |
| -------- | ------------------ | ------------------------ | ------------------------- | ------------------------------------------------- |
| 여대     | 이화여대           | 사회학부내 연계전공      | X                         | 여성학, 젠더의 역사 외 15개                       |
| 여대     | 숙명여대           | 사회심리학과 내 협동전공 | X                         | 여성학, 문화텍스트로 읽는 여성콤플렉스 외 15개    |
| 여대     | 덕성여대           | X                        | X                         | 여성과 남성 외 5개                                |
| 여대     | 서울여대           | X                        | X                         | 여성학과 남성학                                   |
| 남녀공학 | 성균관대           | 문과대학 내 여성학 전공  | 학부전공 성의 사회학      | 성의 사회학 외 8개                                |
| 남녀공학 | 서강대             | 사회과학부 내 연계전공   | X                         | 여성학 이론 외 4개                                |
| 남녀공학 | 한양대             | X                        | 전공핵심 여성사회학       | 여성사회학, 미디어로 읽는 여성사, 젠더와 문학     |
| 남녀공학 | 중앙대             | X                        | 전공 기초 현대사회와 여성 | 섹슈얼리티와 문화                                 |
| 남녀공학 | 서울대             | X                        | X                         | 페미니즘의 이해 외 9개                            |
| 남녀공학 | 고려대             | X                        | X                         | 여성사회학, 여성학 개론, 여성과 법률, 여성과 문학 |
| 남녀공학 | 연세대             | X                        | X                         | 성과 사회, 성과 문화, 성의 역할                   |
| 남녀공학 | 건국대             | X                        | X                         | 여성학, 여성과 법률                               |
| 남녀공학 | 세종대             | X                        | X                         | 여성학, 한국사회와 여성문제                       |
| 남녀공학 | 숭실대             | X                        | X                         | 여성학, 여성복지론                                |
| 남녀공학 | 홍익대             | X                        | X                         | 여성학, 성과 사회                                 |
| 남녀공학 | 경희대             | X                        | X                         | 젠더와 역사                                       |
| 남녀공학 | 국민대             | X                        | X                         | 성과 사회                                         |
| 남녀공학 | 단국대             | X                        | X                         | 여성의 이해                                       |
| 남녀공학 | 동국대             | X                        | X                         | 법여성학                                          |
| 남녀공학 | 시립대             | X                        | X                         | 여성학의 이해                                     |
| 남녀공학 | 한국외대           | X                        | X                         | 여성과 사회                                       |
| 남녀공학 | 포스텍             | X                        | X                         | X                                                 |
| 남녀공학 | 서울과학기술대학교 | X                        | X                         | 여성학                                            |

국내 5개 대학내 여성주의 저널 리스트 (2017년 4월 기준)
| 이름   | 매체 종류 | 소속 대학 | 트위터     | 페이스 북      | 웹 사이트                                        |
| ------ | --------- | --------- | ---------- | -------------- | ------------------------------------------------ |
| 녹지   | 교지      | 중앙대    | @cau_nocji |                |                                                  |
| 석순   | 교지      | 고려대    | @kusuksoon | @kusuksoon1983 |                                                  |
| 오프너 | 교지      | 동국대    |            | @openher2015   |                                                  |
| 정정헌 | 교지      | 성균관대  |            | @skkujjh/      |                                                  |
| 순     | 웹진      | 경희대    |            | @magazinesoon2 | magazinesoon.com 보관됨 2017-04-04 - 웨이백 머신 |

국내 대학내 20개의 여성주의 그룹 리스트 (2017년 4월 기준)
| 지역 | 이름                                                       | 소속 대학  | 트위터          | 페이스 북                       |
| ---- | ---------------------------------------------------------- | ---------- | --------------- | ------------------------------- |
| 서울 | 국문과 페미니즘 소모임 흰                                  | 경희대     | @khukukmoonheen |                                 |
| 서울 | 관악여성주의학회 달                                        | 서울대     |                 | @lalunefeminist                 |
| 서울 | 반성폭력 반성차별 모임 월담                                | 한양대     | @hyuwoldam      | @hyuwoldam/                     |
| 서울 | 여성주의 동아리 NOON                                       | 성신여대   |                 |                                 |
| 서울 | 여성주의 소모임 노라                                       | 덕성여대   | @nora_feminist  |                                 |
| 서울 | 여성주의 모임 닻별                                         | 성균관대   |                 | @anchorfemi/                    |
| 서울 | 여성주의 모임 모여 (율전 여성주의 모임)                    | 성균관대   |                 | @skku.fm                        |
| 서울 | 여성주의 모임 보라                                         | 경기대     | @kgu_bora       | @kgubora/                       |
| 서울 | 여성주의 학회 주디                                         | 한국외대   | @hufsjudi       | @hufsjudi/                      |
| 서울 | 여성주의 학회 여백                                         | 중앙대     |                 | @cauyeobaek                     |
| 서울 | 여성주의 학회 틀깸                                         | 서강대     |                 | @sogangfeminism                 |
| 서울 | 여성학 학술 중앙동아리 S.F.A                               | 숙명여대   | @Sookmyung_sfa  | @sookmyungfeministsassociation/ |
| 서울 | 여성학회 #Rights                                           | 서울과기대 | @hashtag_rights |                                 |
| 서울 | 이화여성위원회                                             | 이화여대   | @ewhalovewom    | 이화여성위원회 페이지           |
| 서울 | 페미니즘 동아리 WTF                                        | 동덕여대   | @dongduk_wtf    |                                 |
| 서울 | 페미니스트 & 퀴어 공동체 FUQ (Feminists Unite with Queers) | 중앙대     | @caufuq         | @caufuq/                        |
| 서울 | 여성주의 독서모임 레드북클럽                               | 명지대     |                 | @redbook_club(인스타그램)       |
| 부산 | 페미니즘 동아리 여명                                       | 부산대     |                 | @womensdawn/                    |
| 부산 | 여성주의 공부모임 고민중                                   | 동아대     |                 |                                 |
| 전남 | 여성주의 소모임 로제(路GE)                                 | 전남대     | @jnuroge        |                                 |
| 대전 | 여성주의 연구회 마고                                       | 카이스트   |                 | @Aliceinfeminism                |
| 울산 | 여성주의 소모임 오프코르셋                                 | 유니스트   |                 | @offcorset                      |

## 방법론
전 세계적으로 많은 대학들이 여성학 커리큘럼을 제공하고 여성학 학위를 수여하고 있다. 젠더학, 여성주의 이론, 여성의 성, 성폭력, 레즈비언 연구 등을 주제로 한 강의를 열고 있다.
여성학 교수진들은 다양한 교육학의 방법을 갖고 있다. 그럼에도, 대다수의 여성학 과정들을 관통하는 일반적 주제가 전혀 없는 것은 아니다. 여성학의 교육과정은 학생들에게, 토론하고 교재를 따라가는 일 뿐만 아니라 페미니즘 활동에 봉사하는데 참여하도록 자주 격려한다. 인문학·사회 과학·과학의 타학문 분야에서와 마찬가지로, 여성학 수업에서도 비평적인 읽기·쓰기·말하기의 개발은 중요하다.
지식을 전수하는 교수진들간의 분산적인 위계구조는  여성학의 교습 문화에 기초가 된다.  여성학의 수업 과정들은 문맥에 대한 비평적 분석을 하고 비평적 글쓰기를 개발시키는 것을 강조하는 전통적 훈육법들에 비해서 보다 더 수평적일 때가 있다.
여성학은 사회 정의와 연관되 있으며, 이론 뿐 아니라 교실 밖에서 일어나는 활동(activism)에 근거하여 교육과정을 만든다. 몇몇 여성학 프로그램들은,  학생들이 여성의 삶에서 억압이 어떤 방식으로 영향을 미치는지에 대한 이해력을 높일 수 있도록 인턴쉽을 제공하기도 한다. 한편, 이러한 여성학 프로그램의 관점에 대해 매사추세츠 애머스트 대학(University of Massachusetts Amherst)의 다프네 파타이(Daphne Patai)는 비판적이다.
다프네는 "여성학 교수진들의 전략이란 것은 무감각한 언어들을 감찰하며, 여성에게 들어맞는 리서치 방식(양적이기보다는 질적인)을 옹호하고, 그들의 수업을 치유 시간처럼 만들어버리는 것"에 있다며, 여성학 교수진들이 교육보다도 정치를 더 우선시한다고 주장한다.
1970년대 이래로 여성학 분야의 연구자들은 젠더를 인종·계급·민족성·섹슈얼리티·종교·연령·장애여부와 교차하는 것으로 이해하기 위해, 포스트 모던적인 접근을 하기 시작했다.

## 교육
대다수의 교육기관에서, 여성학은 삼각형 모델에 기초한다. 이 말은 곧, 조사(research)·이론(theory)·실천(praxis)이 동등한 위상으로서 여성학 교육 지형을 이루고 있다는 뜻이다.
여성학 프로그램과 교육과정은 젠더·인종·섹슈얼리티·계급과 여타의 다른 정체정 정치와 사회적 관념들의 교차성을 탐험할 수 있도록,  페미니스트의 관점으로 고안되었다.
여성학 수업의 보편적인 주제는 권력, 권력의 불균형과 연관이 깊다. 여성학수업을 듣는 학생들은 젠더·인종·계급·섹슈얼리티 등을 분석하는데, 이것들은 일상적으로 사회적 권력관계를 좌우하는 값들이 때가 많기 때문이다.

## 비판 및 논란

### 학문분과로서의 논란
샌드라 코이너(Sandra Coyner)는 1979년 7월 캔자스주 로렌스에서 개최된 '미국 여성학회 연차 대회'에서 자신의 논문 '학문 분과로서의 여성학: 학문의 근거와 방법론(Women’s Studies as an Academic Discipline: Why and How to Do It.)'을 발표했다. 이 논문의 주된 문제의식은 여성학이, 토마스 쿤 (Thomas Kuhn)이 개발한 학문분과의 모형을 적용했을 때 패러다임(paradigm)이 아닌  예비 패러다임(pre-paradigm) 단계에 있기 때문에 독립된 학문 분과로서 기능하고 있지 못하다는 것에서 출발한다.

쿤의 학문 분과에 대한 모형은 어떤 이상화되거나 절대적인 '지식의 구조'보다는 과학자들이 하는 연구를 근본으로 하기 때문에 보다 유동적이다. 그것은 시간의 흐름에 따른 가변성을 인정한다. 그리고 물론 중세의 3학(三學 ; trivium)과 4학(四學 ; quadrivium)에서부터 오늘에 이르기까지 시간의 흐름에 따라 학문 분과에 많은 변화가 있었다. 과목과 그 방법은 극적인 변천을 거칠 수 있다. 19세기의 지리학은 일반적으로 자연 과학으로 간주되었으나 현재는 사회 과학이다. 이는 지리학자들의 관심이 물리적 양상에서 인간 생태학으로 옮겨간 데에 기인한다. 역사는 '위인(偉人)'에 대한 강조가 약화되고 통계에 대한 강조가 강화됨에 따라 인문 과학에서 분리되어 사회 과학으로 꾸준히 이동하고 있다. 촛점의 변화, 연구 주제의 변화, 연구 방법의 변화, 타분과와의 관계의 변화는 이들을 지켜 보는 누구에게나 우리가 고정된 범주들을 다루고 있지 않다는 것을 천명해줄 것이다.
쿤 역시 변화를 설명하는 모형을 하나 갖고 있는데 그는 이것을 '혁명'이라고 부른다. 그의 이론의 이 부분에 대해서는 이 논문의 뒷부분에서 여성학이 학문분과가 되기 위해 무엇을 해야하는가에 대해 설명할 때 보다 자세히 논하겠다. 이 시점에서 나는, <과학 혁명의 구조>라는 책에서의 쿤의 위대한 기여가, 이론을 자료와 부합시키려고 끊임없이 노력하는 가운데 점진적으로 진화하는, 편견 없는 객관적 실재로서 이해되고 있던 과학의 표준 모형에 결정적인 타격을 가했다는 사실을 말하고 싶다. 과학혁명이란 '해결'을 얻는 만큼 잃기도 하는 어려운 과정이다. 그리고 이론에의 충실도가 자료와 연구 결과뿐 아니라 정치적, 개인적 추리 (推理)에 의하여 결정되는 과정이기도 하며, 혁명이 사회를 분열시키는 것처럼 쉽게 새로운 과학이나 '학문 분과'를 생성하기도 하는 과정이다.
쿤의 정의에 의하면 여성학은 분명히 학문분과는 아니다. 적어도 아직까지는 그렇다. 우리에게는 여성학 학자간에 전통 학과들의 경계를 초월하는 '핵심적'인 공통성이 거의 없기 때문에 우리는 아직 용어를 각자가 정의해야 하며 가장 기본적인 전제로부터 설명을 시작해야 하는 패러다임 후보들이 다수 난립하고 있는 '예비 패러다임(pre-paradigm)' 단계에 있다.

또한 코이너는 여성학이 규준화되지 않은 채로 오로지 학제성(interdisciplinarity)만을 유지한다면, 흑인학(Black Studies, Africana Studies)이나 가정학(Home Economics)처럼 게토화된 분야가 될 수 있음을 우려한다.

또 하나의 중요 비판은 '특수 고립 집단화(ghettoization)'에 대한 두려움에 근거한 것이다. 엘사 그린(Elsa Green)은 그에 대해 다음과 같이 말했다.
"어떻게 하면 변하지 않은 가부장 사회에 의해 둘러싸인 명목상의 여성 해방주의자 고립 집단이 되지 않고 하나의 강력한 연합체로서의 영향력을 가지고 눈에 띄는 존재가 될 수 있는가? 플로런스 하우가 경고한 대로 우리끼리 지나치게 배타적으로 연합한다면 우리는, 많은 학생을 거느리고 온건한 위치를 유지하고 있지만 일반 교과 과정에 미칠 영향력은 조금도 없는 가정학 전공자들과 같은 길을 가게 될 것이다" (1976. p.3)
종종 인용되는 또 하나의 부정적인 실례가 흑인학인데 이는 상당한 자율권을 얻었지만 아직도 부당한 대우를 받고 있다. 특수 고립 집단화야말로 질실로 위험한 것이며 유혹의 마수이다. 승인을 받기위한 꾸준한 투쟁은 너무나 고통스러워서 괴로움 없이 작업할 자유를 주는 분리주의가 매력적으로 보일 때도 있다. 그러나 우리는 흔히 위에 언급한 프로그램의 영향력이 미약한데 대한 이유를 잘못 알고 있는 것 같다. 특히 흑인학과 가정학의 경우에 문제는 단순히 분리에 있는 것이 아니라, 인종 차별주의와 성 차별주의의 지속이라는 데 있다. 이러한 학자들은 그들의 동료들과 대화를 못하는 것은 아니지만, 그들 이외의 학계의 나머지 학자들은 그들의 말에 귀를 기울이기를 거부하는 경우도 자주 있다. 학제적 프로그램 가운데에는 신뢰성을 잃지 않고도 여러 기관에서 독립된 학과로 독립한 경우가 있는데, 내가 즐겨 쓰는 실례가 바로 생화학과 언어학이다. 우리는 특수 고립 집단화되는 것이 두려워 학제적 구조조차도 우리의 동료들을 변화시키는데 별로 효과적이 아니라는 사실을 알지 못하는 지도 모른다. 단순히 유대를 유지하는 것만으로는 일반 교과 과정을 변화시킬 만한 힘을 얻는 데 충분치 못하고, 영향력이 없는 이러한 유대는 필요하지 않을 지도 모른다.
특수 고립 집단화를 두려워하는 또 하나의 숨은 이유는 전통 분과로부터 인정을 받고 싶어하는 강한 욕구라고 생각한다. 오랜 세월 동안 학과로서 승인받지 못했기 때문에 우리는 지금 갖고 있는 거점을 위태롭게 하기를 원치 않는다. 이러한 두려움이 남성과 남성 사회의 승인을 얻으려는 여성 심리의 연장 같아 보이기 때문에, 나는 즉각적으로 극성스러울이만큼 이에 대해 의혹을 품는다.

코이너는 논문 말미에서 여성학이 타학문에 기여하는 것이 아니라 타학문이 여성학에 기여하는 하나의 새로운 노선을 만들고, 독립적이고 자율적이며, 표준화된 학문 분과로 자리잡을 것이라고 전망한다. 그 근거는 다음과 같다.
- 여성학에서의 연구결과는 기존 패러다임에 맞아 들어가지 않으며, 연구의 우선 사항도 다르게 분류된다.
- 여성학은 사람들, 특히 여성이 미래에 대한 전망을 구현하고 인간으로서 평등할 권리를 증진시키도록 준비시켰다.
- 여성이 온전하고 동등한 참여자로 사회에 존재하지 않는 한, 그 어떠한 인간의 문제도 이해될 수 없다.

여성학을 학문 분과로서 설계하는 것은 확실히 매력있는 일일 테지만 쉬운 일이 아님에는 틀림없다. 그것은 어려운 과정이었지만 이 설계과정에서 우리는 분명히 대학과의 유대를 쌍방 통행길로 보아야 한다. 확실히 대학은 우리에게서 배워야 하며 변화하여야 한다.(..)
분과적 구조의 가장 혁명적인 양상은 아마도 새로운 교수진 구성 유형일 것이다. 여성에 관한 몇 개의 강의가 현재는 전통 학과에서 다루어지고 있을지라도, 우리는 '여성학 내'의 학자들이 이러한 강의를 연합한 강의 계획들을 세울 것을 기대한다. 예를 들어, 동일한 사람이 '미국 역사 속의 여성들', '여성 심리', '가족', 그리고 여성학 조사 세미나를 가르치는 것이다. 따라서 우리는 각기 다른 강의를 통해서 여성에 대한 지식의 각기 다른 부분을 탐구하고 또 이 지식에 접근하는 여러 가지 방법을 비교 평가할 수 있는 교수를 확보하게 될 것이다.

코이너는 여성학을 학문분과로서 설계하기 위해서는 다음의 내용을 기억해야 한다고 주장한다.
- 가능한한 전통분과의 부적당했던 배열 방식을 따르지 않도록 해야한다. 여성학이 심리학 더하기 문학 더하기 경제학식으로 다른 분야들의 총합체가 될 수는 없다.
- 여성학이 여성 운동으로부터 시작되었다는 사실만으로, 여성학자들에게 즉각적인 결과를 만들어내게 하는 것이 문제다. 여성학자들은 이해를 목적으로 하는 '기초 연구'를 경시해서는 않되며 보다 넓은 안목을 가져야 한다.
- 법령이나 지원 기금에 의해 합의를 강요해가면서 교육 과정을 개발하는 것 대신, 지적인 힘, 자료의 조직과 여성의 경험에 대한 이해를 높이는 능력, 계몽을 통해 지지자를 끌어 모으는 것을 중요시해야 한다.

### 국내 여성학의 위기
1990년대에는 약 69개 대학 내에 여성학이 개설되었으나 2000년대에 들어서면서 한국의 대학내 여성학 관련 강의, 프로그램과 석사과정들은 급격히 축소되거나 폐지되기 시작했다.
그 원인에 대해 여성신문은 다음과 같은 분석을 내놓고 있다.

90년대 후반 여성의 사회적 진출이 확대되면서 여성학 연구에 대한 수요가 생겨났고, 당시 10여개 대학에서 여성학 협동과정을 개설했다. 타 학문과의 접목을 통한 학제간 연구라는 특성을 고려한 조치였다. 하지만 그것이 문제였다. 학부에 여성학과의 기반이 전무하다보니 운영위원은 다른 학과에서 차출된 교수들로 구성되고, 수업은 대부분 외부 여성학 강사들에게 맡겨졌다. 전임교수가 없는 곳도 부지기수다. 부실한 운영은 결국 '정원 미달학과'라는 꼬리표를 달게 했고, 학교측은 시장논리에 따라 '돈이 안되는 학과'를 대상으로 구조조정에 들어갔다.

국내 여성학자들은 한국 여성학의 발전과 대학내 안정적 지위 확보를 위한 당면과제로 학부에 여성학과 설치, 협동과정의 학과화, 여성학 전담교수 충원 등을 제시한다.

### 종교적이고 영성적인 면
'여성학과 젠더학 다시 생각하기(Rethinking Women's and Gender Studies)'의 저자 카를린 크로울리(Karlyn Crowley)는 그간에는 종교적이고 영성적인 측면이 여성학 분야에서 다중적인 영향을 끼쳤을 가능성은 거의 논의되어 오지 않았다고 주장한다. 자신의 저서 속 '세속적인 것(Secularity)'의 챕터에서 그녀는, 세속적인 것(secularity)이 혁신적인 것(progressive)보다 낫다고 받아들여지는 곳에서 "분기점(bifurcation)"이 생겨난다는것을 주시한다.
크로울리가 주장하는 바는 다음과 같다.

이러한 선과 악, 세속과 혁신, 인종적·문화적·식민주의적 추진력에 관한 카테고리를 추궁하지 않음으로서, WGS(Criticisms within women's and gender studies)는 다음의 두 가지 담론을 쉽게 따르는 경향이 있다. (1) 영성/종교는 다른 표준적인 전제들이 설전을 벌이는 동안에, 겉보기에는 텅 비어있거나 태만한 것처럼 보인다. (2) 영성/종교는 손쉬운 이분법적 논리 사이에 자리하는 동시에 후퇴해 있다.

이러한 비평들을 고찰하며, 크로울리는 안나루이스 키팅(AnaLouise Keating)의 연구작업을 거론한다. 그 연구는 영성과 종교가 대화와 토론, 그 밖의 여성학 분야에서 교환되는 모든 형식의 행위들 속에서 불러일으키는 폭발력이, 얼마나 구조적이고, 생산적이고, 의미있는 결속을 만드는지 실험하고자 한다.
크로울리가 인용하는 키팅의 말은 다음과 같다.

사회 운동의 영성은, "뉴 에이지(New Age)"식의 영성처럼 배타적으로 한 개인에게 집중해서 부의 증진, 행복한 인생 혹은 자기중심적이고 물질주의적인 목표를 추구하게 만들지 않는다. 사회 운동의 영성은 '우리'의 급진적인 상호연관성을 인정하며 앞으로 나아가려는 개인들과 시작되었다. 이 영성은 사회 변화를 목적으로 한 것이다. 또한, 이 영성은 '우리'의 많은 차이점에도 불구하고 공통성을 고수하고 그 공통성을 사회 변혁을 위한 카타르시스로서 이용하기 위한 것이다.
대조적인 것: 정체성 정치가 여러 정체성들 중 구체적인 카테고리를 붙잡도록 요구한다면, 사회운동적인 영성은 '우리가 그것들을 놓아주도록 (we let them go)' 요구한다.

키팅은 현재의 여성학 담론들이 한 개인의 인종적·정치적·사회적·종교적·경제적 배경을 이루는 정체성들의 경계선에 머물러있는 경향이 있다고 밝힌다. 그녀는 각기 다른 영성적이고 종교적인 이데올로기의 지지를 받는 접근법들을 고려한다. 이 방법은 환경 생태계와 인간의 번영을 위한 해결책을 제공할 수 있도록, 사람들 간의 상호연관성을 촉진시킨다.
그러나, 키팅과 크로울리는 영성적이고 종교적인 측면이 여성학계와 연관되면서 발생하는 이슈에 대한 심각한 고려 없이 주장을 펼쳤다. 이들의 실험적으로 입증되지 않은 가설들은 사회적 정의와 변화로의 혁신에 있어 제약을 만들 수 있으며, 정확히 알 수 없는 종류의 후퇴 또한 초래할 수 있다.

## 같이 보기
- 여성주의
- 젠더학
- 퀴어학
- 제1세대 여성주의
- 제2세대 여성주의
- 제3세대 여성주의
- 제4세대 여성주의
- 시몬 드 보부아르
- 슐라미스 파이어스톤

## 추가 자료
- Berkin, Carol R., Judith L. Pinch, and Carole S. Appel, Exploring Women's Studies: Looking Forward, Looking Back, 2005, ISBN 0-13-185088-1
- Boxer, Marilyn J. (1998). 《When Women ask the Questions: Creating Women's Studies in America》. Baltimore, MD: Johns Hopkins University Press. ISBN 0-8018-5834-8. OCLC 37981599.
- Carter, Sarah, and  Maureen Ritchie (1990). 《Women's Studies: A Guide to Information Sources》. London, England and Jefferson, NC: Mansell and McFarland. ISBN 0-7201-2058-6. OCLC 20392079.
- Committee on Women's Studies in Asia (1995). 《Changing Lives: Life Stories of Asian Pioneers in Women's Studies》. New York, NY: Feminist Press at the City University of New York. ISBN 1-55861-108-8. OCLC 31867161.
- Davis, Angela Y. (2003). Are Prisons Obsolete?, Open Media (April 2003), ISBN 1-58322-581-1
- Davis, Kathy, Mary Evans and Judith Lorber (editors) (2006). 《Handbook of Gender and Women's Studies》. London, England; Thousand Oaks, CA: Sage. ISBN 0-7619-4390-0. OCLC 69392297.
- Fausto-Sterling, Anne (1992). Myths of gender: biological theories about women and men. New York: BasicBooks. ISBN 0-465-04792-0.
- Fausto-Sterling, Anne (2000). Sexing the body: gender politics and the construction of sexuality. New York: Basic Books. ISBN 0-465-07714-5.
- Fausto-Sterling, Anne (2012). Sex/Gender: Biology in a Social World. New York: Routledge. ISBN 9780415881456.
- Grewal, Inderpal and Caren Kaplan, An Introduction to Women's Studies: Gender in a Transnational World, ISBN 0-07-109380-X
- Griffin, Gabriele (2005). 《Doing Women's Studies: Employment Opportunities, Personal Impacts and Social Consequences》. London, England: Zed Books in association with the University of Hull and the European Union. ISBN 1-84277-501-4. OCLC 56641855.
- Ginsberg, Alice E. The Evolution of American Women's Studies: Reflections on Triumphs, Controversies and Change (Palgrave Macmillan: 2009). Online interview with Ginsberg
- Griffin, Gabriele and Rosi Braidotti (eds.), Thinking Differently : A Reader in European Women's Studies, London etc. : Zed Books, 2002 ISBN 1-84277-002-0
- Howe, Florence (ed.), The Politics of Women's Studies: Testimony from Thirty Founding Mothers, Paperback edition, New York: Feminist Press 2001, ISBN 1-55861-241-6
- Hunter College Women's Studies Collective (2005). 《Women's Realities, Women's Choices: An Introduction to Women's Studies》 3판. New York, NY: Oxford University Press. ISBN 0-19-515035-X. OCLC 55870949.
- Jacobs, Sue-Ellen (1974). 《Women in Perspective: A Guide for Cross-Cultural Studies》. Urbana, IL: University of Illinois Press. ISBN 0-252-00299-7. OCLC 1050797.
- Kennedy, Elizabeth Lapovsky and  Agatha Beins (2005). 《Women's Studies for the Future: Foundations, Interrogations, Politics》. New Brunswick, NJ: Rutgers University Press. ISBN 0-8135-3618-9. OCLC 56951279.
- Krikos, Linda A. and Cindy Ingold (2004). 《Women's Studies: A Recommended Bibliography》 3판. Westport, CN: Libraries Unlimited. ISBN 1-56308-566-6. OCLC 54079621.
- Larson, Andrea and R. Edward Freeman (1997). 《Women's Studies and Business Ethics: Toward a New Conversation》. New York, NY: Oxford University Press. ISBN 0-19-510758-6. OCLC 35762696.
- Lederman, Muriel, and Ingrid Bartsch, eds. The Gender and Science Reader. New York: Routledge, 2001. Print.
- Loeb, Catherine, Susan E. Searing, and Esther F. Lanigan (1987). 《Women's Studies: A Recommended Core Bibliography, 1980-1985》. Littleton, CO: Libraries Unlimited. ISBN 0-87287-472-9. OCLC 14716751.
- Luebke, Barbara F. and Mary Ellen Reilly (1995). 《Women's Studies Graduates: The First Generation》. New York, NY: Teachers College Press, Teachers College, Columbia University. ISBN 0-8077-6274-1. OCLC 31076831.
- MacNabb, Elizabeth L. (2001). 《Transforming the Disciplines: A Women's Studies Primer》. New York, NY: Haworth Press. ISBN 1-56023-959-X. OCLC 44118091.
- Messer-Davidow, Ellen, Disciplining Feminism : From Social Activism to Academic Discourse, Durham, NC etc. : Duke University Press, 2002 ISBN 0-8223-2829-1
- Patai, Daphne and Noretta Koertge (2003). 《Professing Feminism: Education and Indoctrination in Women's Studies》 New a Expa판. Lanham, MD: Lexington Books. ISBN 0-7391-0454-3. OCLC 50228164.
- Rao, Aruna (1991). 《Women's Studies International: Nairobi and Beyond》. New York, NY: Feminist Press at the City University of New York. ISBN 1-55861-031-6. OCLC 22490140.
- Rogers, Mary F. and C. D. Garrett (2002). 《Who's Afraid of Women's Studies?: Feminisms in Everyday Life》. Walnut Creek, CA: AltaMira Press. ISBN 0-7591-0173-6. OCLC 50530054.
- Rosenberg, Roberta (2001). 《Women's Studies: An Interdisciplinary Anthology》. New York, NY: Peter Lang. ISBN 0-8204-4443-X. OCLC 45115816.
- Schiebinger, Londa. Has Feminism Changed Science?. Cambridge: Harvard University Press, 1999. Print.
- Ruth, Sheila, Issues In Feminism: An Introduction to Women's Studies, 2000, ISBN 0-7674-1644-9
- Simien, Evelyn M. (2007). 〈Black Feminist Theory: Charting a Course for Black Women's Studies in Political Science〉.   Kristin Waters and Carol B. Conaway. 《Black Women's Intellectual Traditions: Speaking their Minds》. Burlington, VT and Hanover, NH: University of Vermont Press and the University Press of New England. ISBN 978-1-58465-633-3. OCLC 76140356.
- Tierney, Helen (1989–1991). 《Women's Studies Encyclopedia》. New York, NY: Greenwood Press. ISBN 0-313-24646-7. OCLC 18779445.
- Wiegman, Robyn (editor), Women's Studies on Its Own: A Next Wave Reader in Institutional Change, Duke University Press, 2002. ISBN 0-8223-2950-6
- Orr, Catherine; Braithwaite, Ann; Lichtenstein, Diane (2012). "Rethinking Women's and Gender Studies." New York: Routledge. ISBN 9780415808309